# Головко, Андрей Васильевич
Андрей Васильевич Головко́ (1897—1972) — украинский советский прозаик, лауреат Государственной премии УССР имени Шевченко (1969).

## Биография

Конверт Украины, посвященный А. Головко. 1997 г.

Родился 21 ноября (3 декабря) 1897 года в селе Юрки (ныне Козельщинского района Полтавской области Украины). Окончив школу, продолжил обучение в Кременчугском реальном училище (1908—1914). В 1915 году вступает в Чугуевское училище прапорщиков, которое заканчивает в этом же году и сразу же попадает на фронт. Поручик Головко командовал конной разведкой, принимает участие в боях под Равой-Русской (Львовская область). После ранения занимается обучением новобранцев в запасном батальоне. В 1917 году избирается в революционный солдатский комитет в городе Торжок. По возвращении на Украину занимается учительской работой. В 1918 году будущий писатель становится сотрудником кременчугской газеты «Новая жизнь». В 1919 году выходит его лирический сборник стихов «Самоцвіти». Летом 1920 года А. Головко добровольно вступает в ряды РККА, где становится командиром подразделения конной разведки, а позже лектором в Харьковской школе красных старшин. После демобилизации возвращается к учительской работе. В этот период на страницах журнала «Шляхи мистецтв» («Пути искусств») появляются его очерки «Момент» (1921), «Діти Землі і Сонця» (1922). С 1923 года становится членом писательской организации «Плуг».
В 1924 году убил жену и, на следующий день, пятилетнюю дочь, объяснив это тем, что собирался покончить с собой после завершения новой книги и не хотел, чтобы его семья страдала, потеряв отца и кормильца. Затем долго лечился в психиатрической клинике.
Произведения Головко в советские времена причислялись к классике украинской литературы.
Умер 5 декабря 1972 года. Похоронен в Киеве на Байковом кладбище. Надгробный памятник на могиле представляет собой бронзовый бюст, установленный на прямоугольном постаменте из серого гранита, подпись-факсимиле «А. Головко. 1897—1972». Плита, выполненная из чёрного гранита, Скульпторы: В. М. Костин и М. К. Вронский.

## Произведения
Романы «Бурьян» (1927, экранизирован в 1967 г.), «Мать» (1931), «Артем Гармаш» — о жизни и настроениях украинского крестьянства в годы революции. Пьесы «В Красных шумах» (1924), «Райское яблоко» (1946).

## Награды и премии
- Государственная премия УССР имени Т. Г. Шевченко (1969) — за роман «Артём Гармаш»
- орден Ленина (28.10.1967)
- 2 ордена Трудового Красного Знамени (24.03.1958; 24.11.1960)
- орден Красной Звезды (13.9.1943)
- орден «Знак Почёта» (31.1.1939)
- медали